# Кристиян Християнов
Кристиян Красимиров Християнов е български футболист, нападател.
Роден е на 11 септември 1978 г. в Шумен. Висок е 193 см и тежи 86 кг. Играл е за Шумен, Дунав, Девня и Черноморец. Полуфиналист за купата на страната през 2006 г. с Шумен.

## Статистика по сезони
- Шумен – 1998/ес. - А група, 1 мач/0 гола
- Шумен – 1999/00 – А група, 15/1
- Шумен – 2000/ес. - Б група, 12/2
- Дунав – 2001/пр. - Б група, 9/0
- Девня – 2001/ес. - Б група, 11/2
- Черноморец – 2002/пр. - А група, 5/1
- Черноморец – 2002/03 – А група, 12/1
- Шумен – 2004/пр. - Б група, 13/1
- Черноморец – 2004/ес. - Б група, 2/0
- Шумен – 2005/пр. - Б група, 14/6
- Шумен – 2005/06 – Източна Б група, 25/13
- Дунав – 2006/07 – Източна Б група, 23/7